# Penstemon washingtonensis
Penstemon washingtonensis är en grobladsväxtart som beskrevs av Karl Keck. Penstemon washingtonensis ingår i släktet penstemoner, och familjen grobladsväxter. Inga underarter finns listade i Catalogue of Life.